# 卡姆揚卡河 (羅斯河支流)
卡姆揚卡河（烏克蘭語：Кам'янка）是烏克蘭北部日托米爾州和基輔州的河流，並屬於羅斯河的左支流。該河始於第一布羅夫基，終於奇米里夫卡，河道全長105公里，流域面積800平方公里。